# Abraxas
Este artigo é sobre a imagem gnóstica. Para outros usos do termo, veja Abraxas (desambiguação).

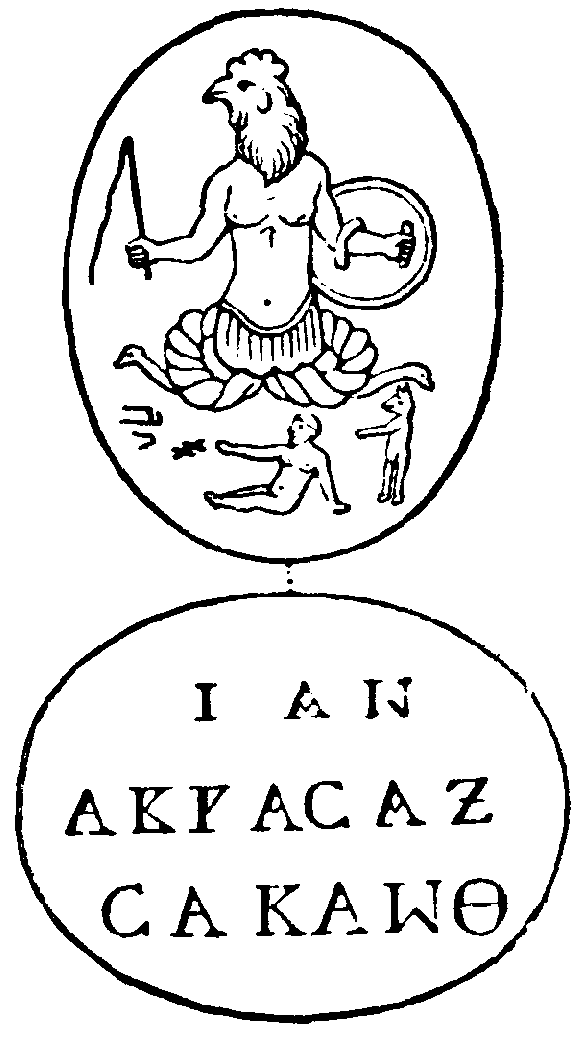
Entalhe de uma pedra Abraxas.

A palavra Abrasax (grego ΑΒΡΑΣΑΞ, que é muito mais comum nas fontes que a forma variante Abraxas, ΑΒΡΑΞΑΣ) era uma palavra de significado místico no sistema gnóstico de Basilides, aplicada nele ao "Grande Arconte" (grego: megas archōn), o príncipe (princeps) das 365 esferas (grego: ouranoi). Na cosmologia gnóstica, as sete letras que compõem o nome representam cada uma um dos sete "planetas" clássicos (Sol, Lua, Mercúrio, Vênus, Marte, Júpiter e Saturno).

## Significado

### Como um Arconte

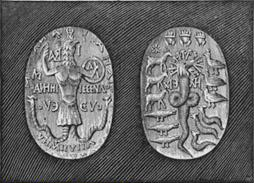
Gema gravada com Abrasax, verso e anverso.

No sistema descrito por Ireneu, o "Pai não-nascido" é o progenitor do Nous, e dele Nous Logos, de Logos Phronesis, de Pronesis Sophia e Dynamis. Destes, principados, poderes e anjos, o último dos quais criam o "primeiro céu".
Estes, por sua vez, originam uma segunda série, criando um segundo céu. O processo continua de maneira similar até que 365 céus existam, sendo os anjos deste último (o céu visível) os criadores do nosso mundo. o "governante" [principem, ou ton archonta] dos 365 céus "é Abraxas e, por isso, ele contém em si mesmo 365 números".
Hipólito fala sobre Abraxas na Refutação de todas as heresias, que parece ter seguido a Exegetica de Basilides. Após descrever a manifestação do Evangelho na Ogdóade e na Septóade, ele acrescenta que os Basilidianos têm um longo relato sobre as inúmeras criações e poderes nos diversos 'estágios' do mundo superior (diastemata), no qual relatam sobre os 365 céus e argumentam que "seu grande arconte" é Abrasax, pois seu nome contém o número 365, o número de dias do ano. Ou seja, a soma dos números representados pelas letras gregas em ΑΒΡΑΣΑΞ é 365:
Α = 1, Β = 2, Ρ = 100, Α = 1, Σ = 200, Α = 1,  Ξ = 60

### Como um deus
Epifânio de Salamis parece seguir parcialmente Ireneu e parcialmente o "Compêndio de Hipólito", agora perdido. Ele conceitua Abrasax distintamente como o "poder acima de tudo e o primeiro princípio", "a causa e o primeiro arquétipo" de todas as coisas e menciona que os seguidores de Basilides se referiram ao número 365 como sendo o número de partes no corpo humano além do número de dias no ano.
O autor do apêndice do livro Prescrição contra heréticos, de Tertuliano, que também devem ter seguido o Compêndio de Hipólito acrescentam algumas particularidades: que 'Abraxas' deu à luz Mente (Nous), o primeiro numa série de poderes enumerados por Ireneu e Epifânio; que o mundo, assim como os 365 céus, foi criado em homenagem a 'Abraxas'; e que Cristo foi enviado não pelo Criador do mundo, mas por 'Abraxas'.
Nada pode ser inferido das vagas alusões de Jerônimo, que afirmava que 'Abraxas' significava "O Deus maior" para Basilides, "Deus Todo-Poderoso" e "O Senhor Criador" (Comentários sobre Amós, cap. III.9, e sobre Naum, I.11, respectivamente). As aparições em Teodoreto ("Haereticarum fabularum compendium", I.4) e Agostinho de Hipona (Haer IV e Praedestinatus I.3) não tem valor como fontes independentes.

### Como um Aeon
Mesmo com a disponibilidade de fontes primárias, como as da Biblioteca de Nag Hammadi, a identidade de Abrasax ainda permanece obscura. O Livro Sagrado do Grande Espírito Invisível, por exemplo, se refere a Abrasax como o Aeon vivendo com Sophia e os demais Aeons do Pleroma na luz do luminar Eleleth. Em diversos textos, Eleleth é o último dos luminares (Luzes espirituais) de destaque e é o Aeon Sophia, associado a ele, que encontra a escuridão e acaba envolvida na cadeia de eventos que levam ao reinado do Demiurgo neste mundo e à tentativa de salvação que se segue.
Assim, o papel de Aeon de Eleleth, e também de Abrasax, Sophia e outros, é característico da camada exterior do Pleroma, a que toca a ignorância do mundo da Vontade, e que reage para corrigir o erro da ignorância no mundo das coisas materiais.

## As Pedras de Abrasax
Um grande número de pedras gravadas existem, as há muito chamadas de "Pedras de Abrasax". Um exemplo particularmente bom foi encontrado dentre os artefatos do Tesouro de Thetford, do século IV dC, encontrado em Norfolk, UK. Os personagens são mitológicos, majoritariamente grotescos, com várias inscrições, dentre as quais ΑΒΡΑΣΑΞ frequentemente é encontrada, sozinha ou acompanhada de outras palavras. Algumas vezes, todo o espaço é tomado com a inscrição. Em certos textos mágicos obscuros de origem egípcia, ἀβραξάς ou ἀβρασάξ é encontrado associado com outros nomes frequentemente dados à gemas; e é também encontrado no metal grego tesseræ entre outras palavras místicas. O significado destas lendas raramente pode ser compreendido, apesar das gemas serem tidas como amuletos.